# سوتا هیرایاما
سوتا هیرایاما (به انگلیسی: Sota Hirayama) بازیکن فوتبال اهل ژاپن و عضو تیم ملی فوتبال ژاپن است که در تاریخ ۰۶ ژانویه ۲۰۱۰ میلادی اولین بازی ملی‌اش را انجام داد. او در ۴ بازی ملی حضور داشت و آخرین بازی ملی خود را در تاریخ ۱۱ فوریه ۲۰۱۰ میلادی انجام داد. سوتا هیرایاما در بازی‌های ملی‌اش
۳ گل به ثمر رساند.